# Arrondissement Châtellerault
Das Arrondissement Châtellerault ist eine Verwaltungseinheit des französischen Départements Vienne innerhalb der Region Nouvelle-Aquitaine. Verwaltungssitz (Unterpräfektur) ist Châtellerault.
Im Arrondissement liegen sechs Wahlkreise (Kantone) und 92 Gemeinden.

## Kantone
- Kanton Châtellerault-1
- Kanton Châtellerault-2
- Kanton Châtellerault-3
- Kanton Chauvigny (mit 7 von 15 Gemeinden)
- Kanton Loudun (mit 47 von 49 Gemeinden)
- Kanton Montmorillon (mit 1 von 26 Gemeinden)

## Gemeinden
| 1. Angles-sur-l’Anglin (86004)    | 2. Angliers (86005)                     | 3. Antran (86007)                            | 4. Arçay (86008)                 |
| 5. Archigny (86009)               | 6. Aulnay (86013)                       | 7. Availles-en-Châtellerault (86014)         | 8. Basses (86018)                |
| 9. Bellefonds (86020)             | 10. Berrie (86022)                      | 11. Berthegon (86023)                        | 12. Beuxes (86026)               |
| 13. Bonneuil-Matours (86032)      | 14. Bournand (86036)                    | 15. Buxeuil (86042)                          | 16. Ceaux-en-Loudun (86044)      |
| 17. Cenon-sur-Vienne (86046)      | 18. Cernay (86047)                      | 19. Chalais (86049)                          | 20. Châtellerault (86066)        |
| 21. Chenevelles (86072)           | 22. Colombiers (86081)                  | 23. Coussay-les-Bois (86086)                 | 24. Craon (86087)                |
| 25. Curçay-sur-Dive (86090)       | 26. Dangé-Saint-Romain (86092)          | 27. Dercé (86093)                            | 28. Doussay (86096)              |
| 29. Glénouze (86106)              | 30. Guesnes (86109)                     | 31. Ingrandes (86111)                        | 32. La Chaussée (86069)          |
| 33. La Grimaudière (86108)        | 34. La Roche-Posay (86207)              | 35. La Roche-Rigault (86079)                 | 36. Leigné-les-Bois (86125)      |
| 37. Leigné-sur-Usseau (86127)     | 38. Lencloître (86128)                  | 39. Les Ormes (86183)                        | 40. Les Trois-Moutiers (86274)   |
| 41. Lésigny (86129)               | 42. Leugny (86130)                      | 43. Loudun (86137)                           | 44. Mairé (86143)                |
| 45. Martaizé (86149)              | 46. Maulay (86151)                      | 47. Mazeuil (86154)                          | 48. Messemé (86156)              |
| 49. Moncontour (86161)            | 50. Mondion (86162)                     | 51. Monthoiron (86164)                       | 52. Monts-sur-Guesnes (86167)    |
| 53. Morton (86169)                | 54. Mouterre-Silly (86173)              | 55. Naintré (86174)                          | 56. Nueil-sous-Faye (86181)      |
| 57. Orches (86182)                | 58. Ouzilly (86184)                     | 59. Oyré (86186)                             | 60. Pleumartin (86193)           |
| 61. Port-de-Piles (86195)         | 62. Pouançay (86196)                    | 63. Pouant (86197)                           | 64. Prinçay (86201)              |
| 65. Ranton (86205)                | 66. Raslay (86206)                      | 67. Roiffé (86210)                           | 68. Saint-Christophe (86217)     |
| 69. Saint-Clair (86218)           | 70. Saint-Genest-d’Ambière (86221)      | 71. Saint-Gervais-les-Trois-Clochers (86224) | 72. Saint-Jean-de-Sauves (86225) |
| 73. Saint-Laon (86227)            | 74. Saint-Léger-de-Montbrillais (86229) | 75. Saint-Rémy-sur-Creuse (86241)            | 76. Saires (86249)               |
| 77. Saix (86250)                  | 78. Sammarçolles (86252)                | 79. Savigny-sous-Faye (86257)                | 80. Scorbé-Clairvaux (86258)     |
| 81. Senillé-Saint-Sauveur (86245) | 82. Sérigny (86260)                     | 83. Sossais (86265)                          | 84. Ternay (86269)               |
| 85. Thuré (86272)                 | 86. Usseau (86275)                      | 87. Vaux-sur-Vienne (86279)                  | 88. Vellèches (86280)            |
| 89. Verrue (86286)                | 90. Vézières (86287)                    | 91. Vicq-sur-Gartempe (86288)                | 92. Vouneuil-sur-Vienne (86298)  |

## Neuordnung der Arrondissements 2017

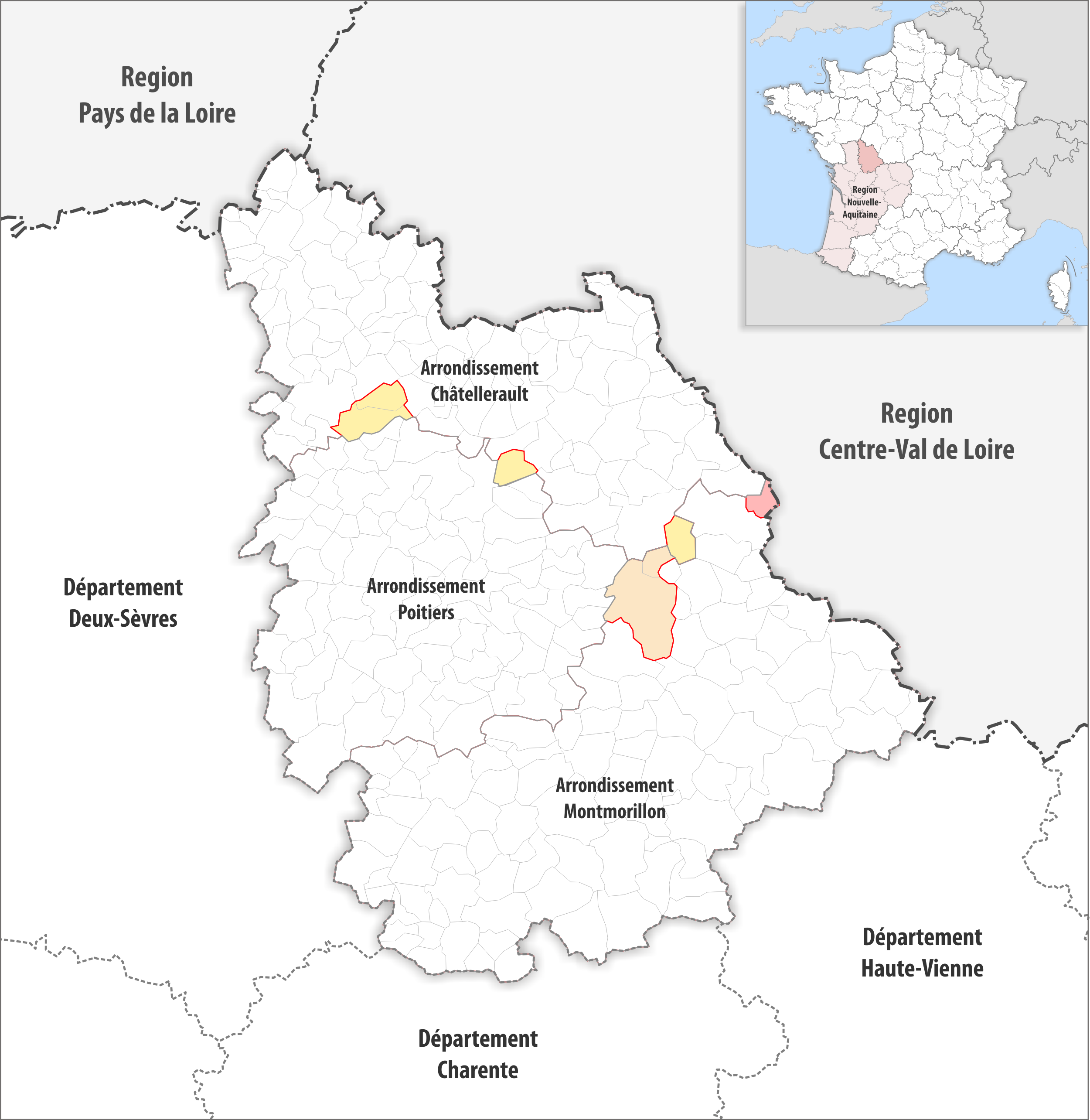
Arrondissementsanpassungen im Jahr 2017

Durch die Neuordnung der Arrondissements im Jahr 2017 wurde aus dem Arrondissement Châtellerault die Fläche der drei Gemeinden Chouppes, Coussay und La Puye und die Fläche der ehemaligen Gemeinde Beaumont dem Arrondissement Poitiers zugewiesen.
Dafür wechselte die Fläche der Gemeinde Angles-sur-l’Anglin vom Arrondissement Montmorillon zum Arrondissement Châtellerault.

## Ehemalige Gemeinden seit der landesweiten Neuordnung der Kantone
- Bis 2015: Saint-Sauveur, Senillé